# Ястребцев, Виктор Иванович
Ви́ктор Ива́нович Я́стребцев (Ястребцо́в) (8 апреля 1919, Кибергино, Владимирская губерния — 20 февраля 1944, Лысянский район, Киевская область) — участник Великой Отечественной войны, помощник командира взвода 1178-го стрелкового полка 350-й стрелковой Житомирской ордена Богдана Хмельницкого дивизии 13-й армии 1-го Украинского фронта, Герой Советского Союза, сержант.

## Биография
Родился 25 марта (8 апреля) 1919 года в селе Кибергино Суздальского уезда (ныне — Тейковского района Ивановской области) в семье железнодорожного служащего.
Образование начальное. Отец работал весовщиком на станции Нерль Северной железной дороги, умер 1924 году. Мать с семерыми детьми переехала к родственникам деревню Митяково нынешнего Селивановского района Владимирской области. Здесь Виктор окончил 4 класса сельской школы, в дальнейшем батрачил, был подпаском, работал в колхозе, на лесозаготовках. Перед призывом в армию работал учеником пекаря в селе Иваново вблизи станции Эсино современного Ковровского района Владимирской области.
В сентябре 1940 года был призван в Красную Армию Селивановским райвоенкоматом Ивановской области. Участник Великой Отечественной войны с июня 1941 года. Участвовал в тяжёлых оборонительных боях на Западном, а затем на Юго-Западном фронтах. Три раза был ранен, но снова возвращался в строй. Ястребцеву было присвоено сержантское звание, он был назначен командиром отделения, а затем помощником командира стрелкового взвода.
Свой подвиг Виктор Иванович Ястребцев совершил зимой 1944 года в ходе Корсунь-Шевченковской операции. 20 февраля 1944 года его батальон во время атаки позиций противника в районе сёл Яблоновка и Босовка Черкасской области натолкнулся на укреплённый ДЗОТ, откуда из двух амбразур вёлся интенсивный пулемётный огонь по наступающим. Сержант Ястребцев подавил один пулемёт гранатой, а амбразуру второго закрыл своим телом. В результате батальон выполнил боевую задачу.
Похоронен в селе Босовка.

## Награды
- Указом Президиума Верховного Совета СССР от 23 сентября 1944 года за образцовое выполнение боевых заданий командования на фронте борьбы с немецко-фашистским захватчиками и проявленные при этом мужество и героизм сержанту Ястребцеву Виктору Ивановичу посмертно присвоено звание Героя Советского Союза.
- Награждён орденом Ленина.

## Память
- На месте подвига установлена мемориальная доска.
- Автомат Героя хранится в Центральном музее Вооружённых Сил России.
- В городе Коврове Владимирской области в Аллее Героев установлена стела, его именем названа улица.
- Имя Ястребцева увековечено на мемориальной доске «Тейковчане — Герои Советского Союза» в городе Тейково Ивановской области и на плитах мемориала Героев ивановцев в областном центре.
- Имя Ястребцева увековечено на мемориале в административном центре Селивановского района Владимирской области — посёлке Красная Горбатка.
- С 2021 года имя Виктора Ивановича Ястребцева носит Основная образовательная школа № 18[3] города Коврова Владимирской области.

## Дополнительная информация
- В указе 1944 года фамилия героя была указана как «Ястребцов», хотя в документах, в письмах, на мемориальных досках приводится написание «Ястребцев». С целью устранения разногласий 22 февраля 2009 года был подписан Указ Президента России, по которому соответствующий пункт Указа Президиума Верховного Совета СССР от 23 сентября 1944 года считается изложенным с правильным написании фамилии героя — Ястребцев Виктор Иванович[2].
- Имеются разные указания о месте и дате рождения В. И. Ястребцева. В биографическом справочнике указан Антроповский район Костромской области. В документах в архиве Министерства обороны указан Селивановский район Владимирской области. А согласно найденной записи в метрической книге, Ястребцев родился 25 марта 1919 года (по старому стилю) в селе Кибергино Суздальского уезда Владимирской губернии[4]. При этом в 1919 году ещё не существовало административно-территориального деления на области и районы.